# 真城寺
真城寺（しんじょうじ）は、岡山県岡山市北区吉備津にある日蓮宗の寺院。山号は妙見山。旧本山は野山西身延妙本寺、奠師法縁(奠統会)。

## 歴史
慶長8年（1603年）蓮乗院日行を開山に備中庭瀬藩初代藩主戸川逵安の開基で創建された。
明治28年（1895年）市内の名越山に移転後、太平洋戦争中の昭和17年（1942年）現在地に移転し寺号も日光山妙見堂から現在の寺号に改称した。

## 境内
- 本堂

## 歴代
- 蓮乗院日行